# Geier

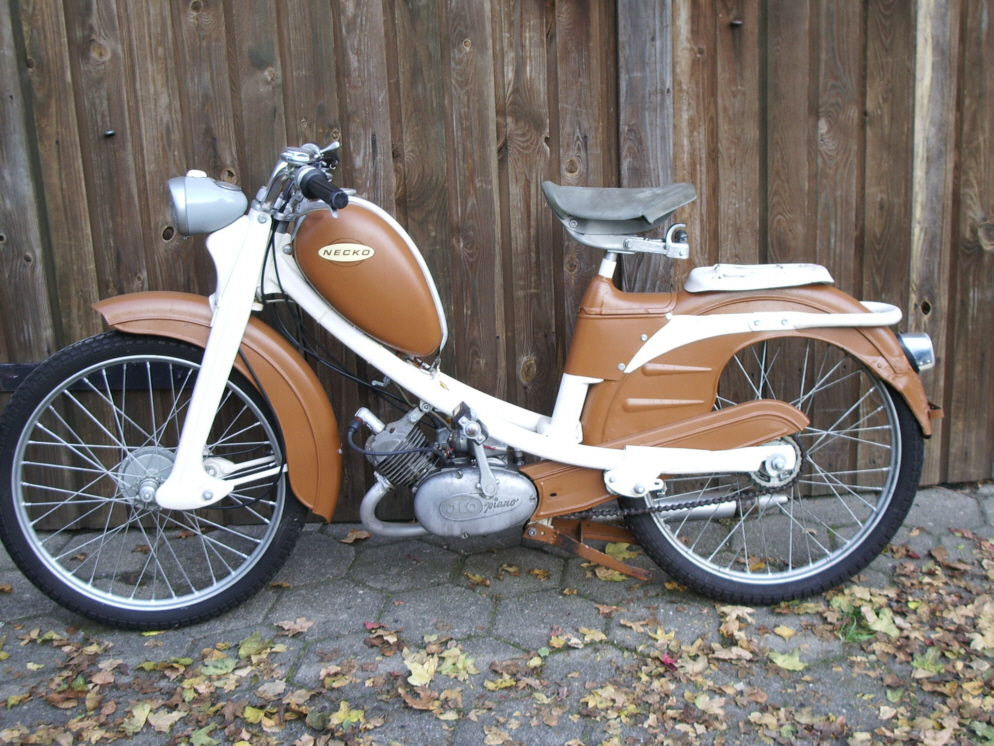
Necko moped L 300, uit 1958

Geier en Necko zijn Duitse historische merken van motorfietsen van dezelfde fabrikant.
De bedrijfsnaam was: Geier Fahrradwerk, Ernst Upmeier & Söhne, Lengerich, Westfalen.
Geier begon in 1934 met de productie van eenvoudige, maar daardoor ook betaalbare, lichte motorfietsjes met 98- tot 125cc-inbouwmotoren van Sachs en ILO. Na de Tweede Wereldoorlog bleef men lichte motorfietsjes maar ook mopeds en triporteurs maken. Voor de firma Neckermann produceerde men mopeds onder de merknaam "Necko".
In de eerste helft van de jaren zestig werd de productie beëindigd.